# Wzgórze (film)
Wzgórze (ang. The Hill) – brytyjski dramat wojenny z 1965 roku w reżyserii Sidneya Lumeta, zrealizowany na podstawie sztuki Raya Rigby'ego i R.S. Allena. Zdjęcia kręcono w Hiszpanii (Malaga oraz prowincja Almería).

## Fabuła
Akcja filmu rozgrywa się w Afryce Północnej, w czasie II wojny światowej. Do brytyjskiego obozu karnego na Pustyni Libijskiej trafia grupa wcześniej zdegradowanych żołnierzy, którzy mają odbyć karę za różne przewinienia przeciwko dyscyplinie wojskowej. Więźniowie zostają poddani okrutnej musztrze. Prowadzi ją sierżant Williams, który korzystając z milczącego przyzwolenia oficerów wyładowuje na więźniach swoje sadystyczne skłonności. Wkrótce jeden z żołnierzy umiera z wyczerpania po morderczym biegu po wzgórzu usytuowanym na pustyni, do czego zmusił go Williams. Oficerowie, z majorem Wilsonem na czele, postanawiają zatuszować tragedię, by nie wyszły na jaw ich zaniedbania. Powoduje to bunt więźniów, na czele którego staje kolega zmarłego Joe Roberts...

## Obsada
- Sean Connery – Joe Roberts
- Harry Andrews – Bert Wilson
- Ian Bannen – Harris
- Alfred Lynch – George Stevens
- Ossie Davis – Jacko King
- Roy Kinnear – Monty Bartlett
- Jack Watson – Jock McGrath
- Ian Hendry – Williams